# Tanambao Marivorahona
Pour les articles homonymes, voir Tanambao.
Tanambao Marivorahona est une commune (Kaominina), du nord de Madagascar, du district d'Ambilobe, dans la province de Diego-Suarez.

## Administration
Tanambao Marivorahona est une commune du district d'Ambilobe, située dans la région de Diana, dans la province de Diego-Suarez.

## Économie
La population est majoritairement rurale. On trouve sur le territoire communal des exploitations de coton, de tomates, de patates douces et de sucre de cannes, ainsi que des rizières.

## Démographie
La population est estimée à 9 462 habitants, en 2001.